# Sozialgericht Stralsund

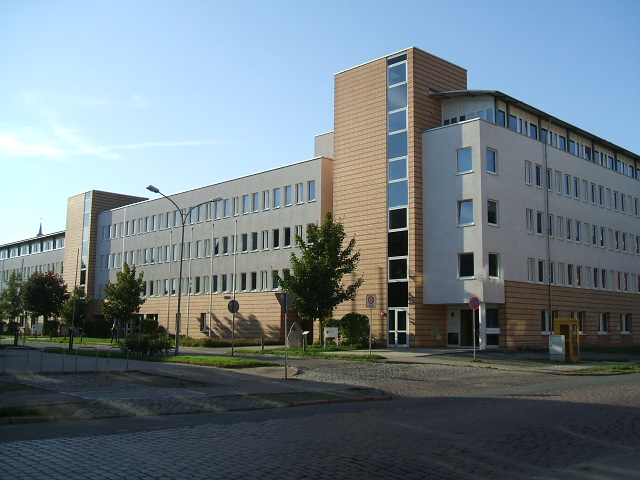
Gemeinsames Gebäude des Landgerichts, Sozialgerichts und Arbeitsgerichts Stralsund

Das Sozialgericht Stralsund ist ein Gericht der Sozialgerichtsbarkeit des Landes Mecklenburg-Vorpommern.

## Gerichtssitz und -bezirk
Das Sozialgericht hat seinen Sitz in Stralsund.
Der Gerichtsbezirk umfasst das Gebiet des gesamten Landkreises Vorpommern-Rügen und folgender Städte und Gemeinden des Landkreises Vorpommern-Greifswald.
| - Alt Tellin, - Bandelin, - Behrenhoff, - Bentzin, - Benz, - Blesewitz, - Brünzow, - Buggenhagen, - Butzow, - Daberkow, - Dargelin, | - Dargen, - Dersekow, - Diedrichshagen, - Garz, - Görmin, - Greifswald, - Gribow, - Groß Kiesow, - Groß Polzin, - Gützkow, - Hanshagen, | - Heringsdorf, - Hinrichshagen, - Iven, - Jarmen, - Kamminke, - Karlsburg, - Karlshagen, - Katzow, - Klein Bünzow, - Korswandt, - Koserow, | - Krien, - Kröslin, - Kruckow, - Krummin, - Krusenfelde, - Lassan, - Levenhagen, - Loddin, - Loissin, - Loitz, - Lubmin, | - Lühmannsdorf, - Lütow, - Medow, - Mellenthin, - Mesekenhagen, - Mölschow, - Murchin, - Neetzow-Liepen, - Neu Boltenhagen, - Neuenkirchen, - Neuenkirchen, | - Peenemünde, - Postlow, - Pudagla, - Rankwitz, - Rubkow, - Sassen-Trantow, - Sauzin, - Schmatzin, - Stolpe, - Stolpe auf Usedom, - Trassenheide, | - Tutow, - Ückeritz, - Usedom, - Völschow, - Wackerow, - Weitenhagen, - Wolgast, - Wrangelsburg, - Wusterhusen, - Zemitz, - Zempin, | - Ziethen, - Zinnowitz, - Zirchow und - Züssow |

In bestimmten Angelegenheiten der sozialen Sicherung für Landwirte ist das Gericht zuständig für den Bezirk des Landessozialgerichts und damit für ganz Mecklenburg-Vorpommern.

## Gebäude
Das Gericht befindet sich im Justizzentrum am Frankendamm 17 gemeinsam mit dem Landgericht Stralsund und dem Arbeitsgericht Stralsund.

## Übergeordnete Gerichte
Dem Sozialgericht Stralsund ist das Landessozialgericht Mecklenburg-Vorpommern mit Sitz in Neustrelitz übergeordnet. Dieses ist dem Bundessozialgericht in Kassel nachgeordnet.